# شب، بیرون
شب، بیرون فیلمی به کارگردانی و نویسندگی کاوه سجادی حسینی و به تهیه‌کنندگی پرویز پرستویی ساختهٔ سال ۱۳۹۲ است این فیلم از اسفند ۱۳۹۳ تا خرداد ۱۳۹۴ در سینما هنر و تجربه اکران شد.

## داستان فیلم
دختر جوانی برای ادامه تحصیل عازم خارج از کشور است او یک شب قبل از سفرش تصمیم می‌گیرد با کمک برادر و دوست برادرش از شمال تا جنوب تهران فیلم یادگاری بگیرد ولی در این بین اتفاقاتی برایش رخ میدهد و ناگهان ...